# LIX Corpo de Exército (Alemanha)
O LIX Corpo de Exército (em alemão:LIX. Armeekorps) foi um Corpo de Exército alemão que operou durante a Segunda Guerra Mundial.

## Comandantes
| Comandante                                        | Data                                         |
| ------------------------------------------------- | -------------------------------------------- |
| General der Infanterie Kurt von der Chevallerie   | 20 de janeiro de 1942 - 26 de junho de 1942  |
| Generaloberst Carl Hilpert                        | 26 de junho de 1942 - 25 de julho de 1942    |
| General der Infanterie Kurt von der Chevallerie   | 25 de julho de 1942 - 17 de janeiro de 1943  |
| General der Panzertruppen Erich Brandenberger     | 17 de janeiro de 1943 - 15 de março de 1943  |
| General der Infanterie Kurt von der Chevallerie   | 15 de março de 1943 - 4 de fevereiro de 1944 |
| General der Infanterie Friedrich Schulz           | 8 de fevereiro de 1944 - 22 de março de 1944 |
| General der Infanterie Edgar Röhricht             | 10 de junho de 1944 - 29 de janeiro de 1945  |
| General der Gebirgstruppen Georg Ritter von Hengl | 1 de fevereiro de 1945 - 6 de abril de 1945  |
| Generalleutnant Ernst Sieler                      | 6 de abril de 1945 - 8 de maio de 1945       |

## Área de operações
| Frente Oriental, setor sul | janeiro de 1942 - fevereiro de 1945 |
| Checoslováquia             | fevereiro de 1945 - maio de 1945    |